# Padenghe sul Garda
Padenghe sul Garda is een gemeente in de Italiaanse provincie Brescia (regio Lombardije) en telt 3970 inwoners (31-12-2004). De oppervlakte bedraagt 20,4 km², de bevolkingsdichtheid is 175 inwoners per km².

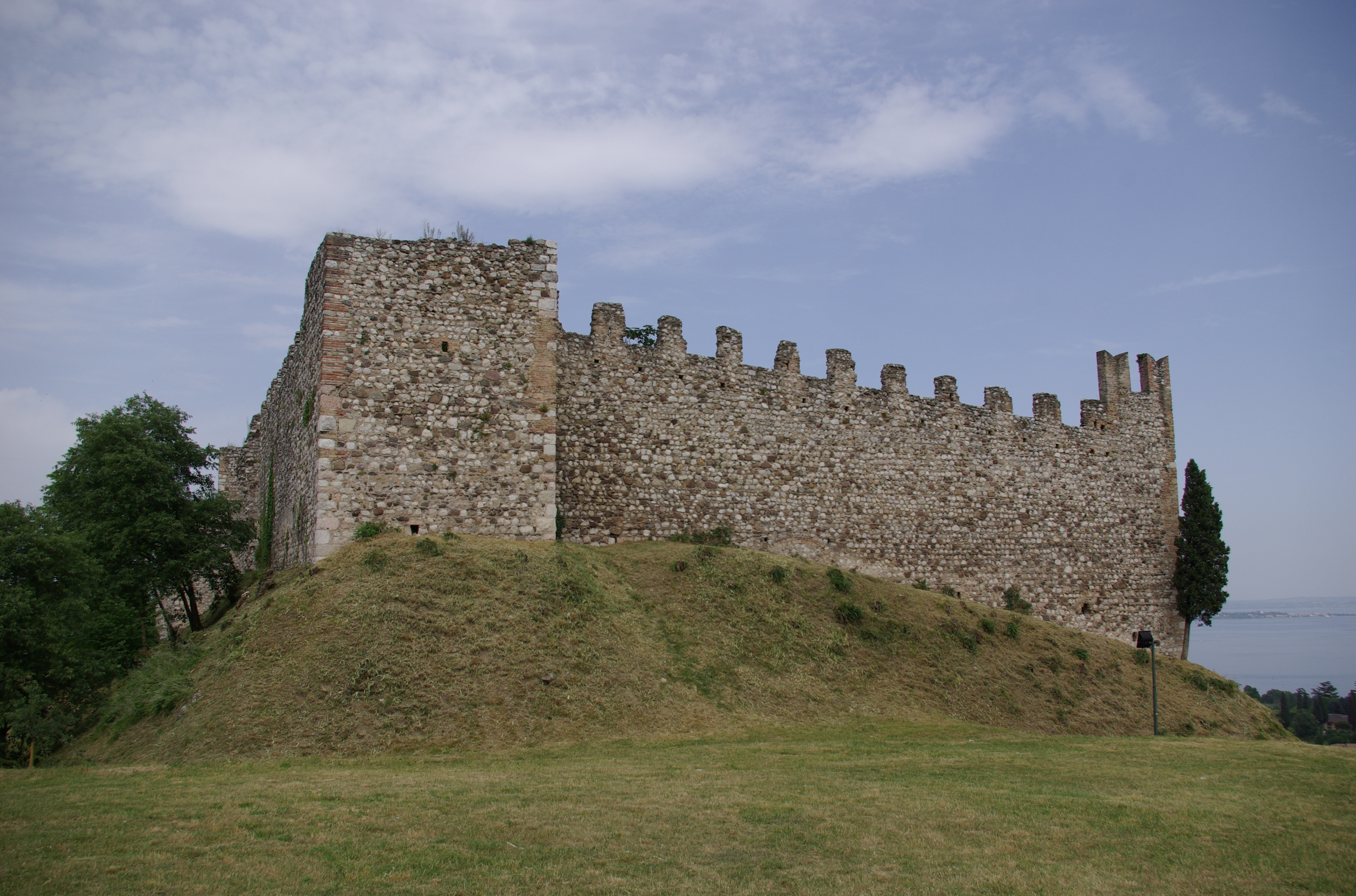
Kasteel van Padenghe sul Garda
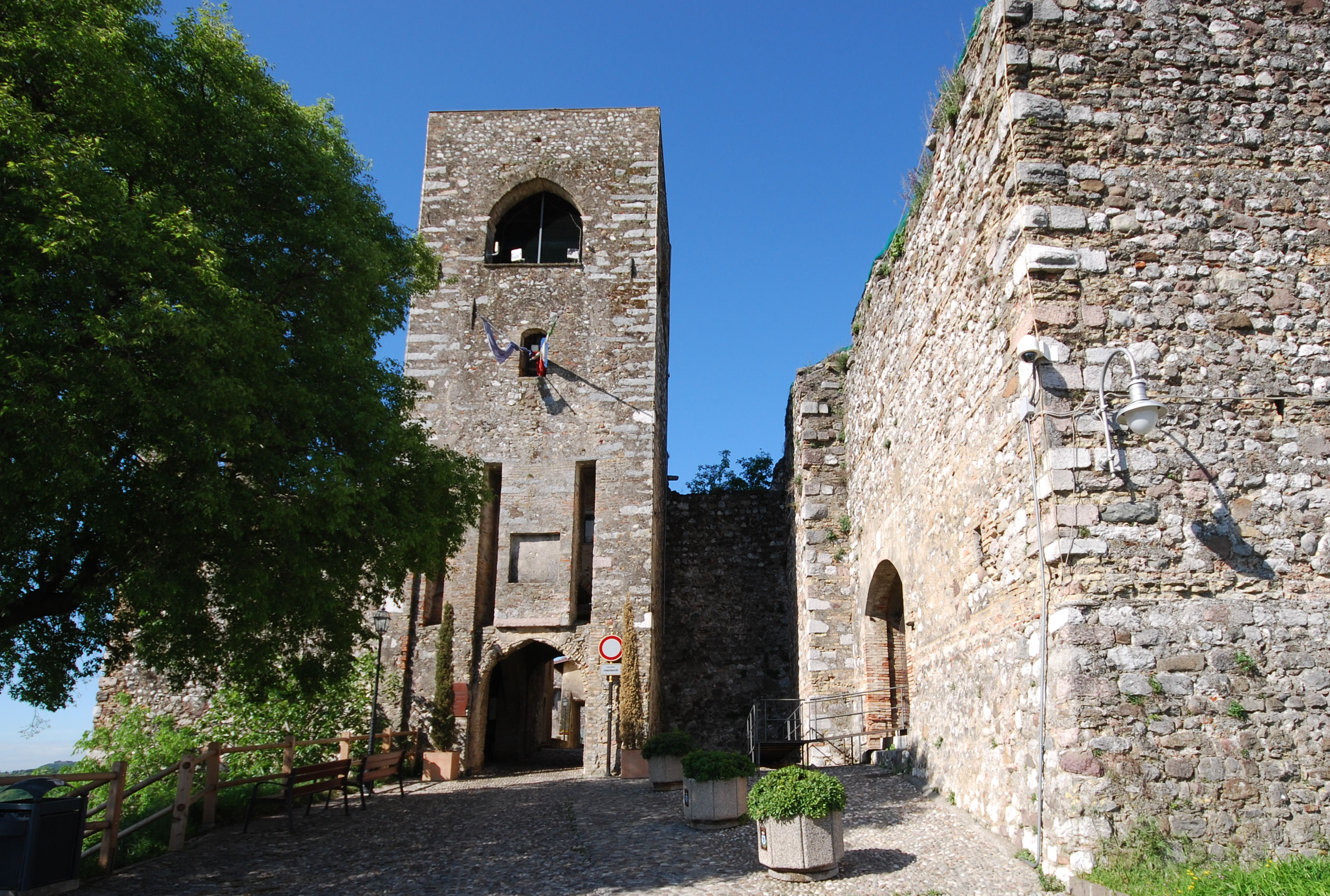

## Demografie
Padenghe sul Garda telt ongeveer 1852 huishoudens. Het aantal inwoners steeg in de periode 1991-2001 met 21,9% volgens cijfers uit de tienjaarlijkse volkstellingen van ISTAT.
| Jaar | Inwoneraantal |
| ---- | ------------- |
| 1991 | 2865          |
| 2001 | 3493          |

## Geografie
De gemeente ligt op ongeveer 127 m boven zeeniveau.
Padenghe sul Garda grenst aan de volgende gemeenten: Bardolino (VR), Calvagese della Riviera, Desenzano del Garda, Lazise (VR), Lonato, Moniga del Garda, Sirmione, Soiano del Lago.